# Équipe du Bénin masculine de volley-ball
L'équipe du Bénin de volley-ball est la sélection nationale représentant le Bénin dans les compétitions internationales de volley-ball masculin.
La sélection est huitième des Jeux africains de 1965.